# Перша військова кампанія Всевеликого війська Донського в Донецькому басейні
Донбасько-Донська операція, «Каледінщина» (січень–лютий 1918) — операція радянського Південного революційного фронту з боротьби з контрреволюцією під командуванням Володимира Антонова-Овсієнка проти козацьких військ отамана Олексія Каледіна й добровольчих загонів на території Донбасу та Області Війська Донського.

## Передісторія
Область Війська Донського відразу ж після петроградського збройного повстання більшовиків перетворилася на один з основних осередків антибільшовицької боротьби.  Поруч з областю війська донського знаходився Донбас де владу захопили представники соціалістичних партій, де до кінця жовтня початку листопада 1917 року в багатьох районах Донбасу були створені ради. Але в різних районах переважали різні політичні сили. Так в Луганському, Горлівсько-Щербинівському, Макіївському, Краматорському районах в радах переважали більшовики, а у Маріупольському, Юзівському, Лисичанському, Бахмутському районах переважали меншовики й українські партії. 
7 (20) листопада 1917 отаман Олексій Каледін, припинив спроби зв'язатися із залишками скинутого Тимчасового уряду, звернувся до населення із заявою про те, що Військовий уряд не визнає більшовицьку владу, а тому Область проголошується незалежною до утворення законної російської влади . 
14 листопада на засіданні Військового кола Всевеликого війська Донського було прийнято пропозицію Української Центральної Ради про спільні дії проти рудничних партизан і рад, і було проголошено утворення "Союзу південно-східних областей і України". Спільним рішенням вони заборонили вивозити хліб і вугілля за межі Дону й України та ухвалили рішення про спільну боротьбу з більшовицькою Росією. Перешкодою для початку активних бойових дій був Донбас, що був розташований у тилу антибільшовицького союзу, що контролювався партизанами лівої орієнтації.
26 листопада (9 грудня) 1917 ростовські більшовики виступили проти Військового уряду й оголосили, що влада в Області переходить в руки Ростовського військово-революційного комітету. 

## Перші зіткнення рудничних дружин з донцями
Військовий Отаман Олексій Каледін вже 26 жовтня (8 листопада) 1917 ввів воєнний стан, приступив до розгрому місцевих Рад й встановив контакти з козацьким керівництвом Оренбурга, Кубані, Астрахані, Тереку. 26 жовтня загін чисельністю 300 козаків на чолі з Чернецовим розгромив раду в Макіївці.
27 жовтня Макіївська рада з метою попередити подальші агресивні дії козаків ухвалила рішення "з метою попередження контреволюції, буде оголошена загально-районний страйк, як загальний протест робітників проти дій каледенців, але він не вирішить результат боротьби, тому комітет і рада закликають робочих готуватися до збройної боротьби за затвердження влади рад".
27 жовтня (9 листопада) 1917 він запросив до столиці Області Новочеркаська членів поваленого Тимчасового уряду і Тимчасової Ради Російської Республіки («Передпарламенту») для організації боротьби з більшовиками.

28 жовтня в Макіївському районі почалися страйки які підтримали робітники і шахтарі Юзівки. На зборах і мітингах вони заявили :
```
"Панам Каледіним, Корніловим, Керенським, що роблять замах на нашу дорого завойовану свободу, ми протиставимо нашу організованість і силу"
```

5 листопада (18 листопада) Макіївська рада відновила свою роботу. Перебуваючи в цей час на Донбасі Петровський писав:
```
"Спроба козаків поставити під контроль раду робітничих депутатів Макіївки викликали такий активний протест робітників всіх рудників, що всі від стара до мала виступили і озброюються. Притиснення козаків і рани, ними завдані ще за царського режиму, моментально сплотили і оживили всю Юзівку з прилеглими до неї місцевостями.
```

В цей час козаки спробували заарештувати Чайковську раду, але робітники встигли дати тривожний гудок і з усіх копалень зібралися дружинники загін під командуванням М. Богачева оточив і роззброїв козаків, після чого робітники почали вимагати щоб вони пішли з шахт.
У листопаді козаки здійснили нальоти на Ровеньківську. Прохорівську, Боково-Хрустальну й інші ради. В цей же час частини що підтримують Українську Центральну Раду намагалися захопити владу в Слов'янську й Бахмуті та інших місцях.
Для наведення громадського порядку Каледін ввів на Донбас частини донського козацтва обіцяючи робітникам не втручатися в їхні взаємини з господарями підприємств. 8 листопада Каледін домігся від Керенського скасування наказу про рух 3-й кавалерійської дивізії на Донбас для охорони шахт. "Охорона рудників - справа самих козаків" заявив Каледін, і послав на Донбас козацькі частини на чолі з генералом Балабіним. Зайнявши центральні райони Донбасу Балабін почав наводити порядок заарештовував і розганяв ради профспілок, розстрілювали рудничних повстанців.
25-27 листопада в Дебальцевому пройшла II конференція рудничних і гірничозаводських комітетів Донбасу, учасники конференції заявили що не визнають указів Каледіна. Конференція запропонувала створювати штаби і загони червоної гвардії при радах.
2 (15) грудня 1917 після запеклих боїв добровольчі загони і війська генерала Каледіна вибили більшовиків з Ростова, а потім з Таганрога, і зайняли значну частину Донбасу.
4 (17) грудня 1917 року в Микитівці відбувся з'їзд ревкомів Донбасу, що обговорив питання боротьби з Каледіним і обрав Центральний ревком Донбасу, трохи пізніше був створений Центральний штаб Червоної гвардії Донбасу на чолі з Пономарьовим. Найбільші частини Червоної гвардії Донбасу були створені в Горлівці, Макіївці, Краматорську, Костянтинівці, Дружківці й Маріуполі. 
У Луганську був створений штаб Червоної гвардії Луганська яка налічувала 3000 бійців на чолі з Пархоменко йому підпорядковувалися загони Алчевська, Лозово-Павлівки, Дебальцевого, Луганська.
Після створення червоних гвардій сутички з козаками стали більш жорстокими. 16 (29) грудня козаки захопили Ясинівку й Боково-Хрустальне де знищили ради і розбили місцеві частини Червоної гвардії. Запеклі бої зав'язалися у районі Юзівки та Макіївки. 19 грудня козаки захопили Брестово-Богодухівський рудник. З 21 на 22 червоногвардійці почали наступати з боку Юзівки. Розпочатий бій охопив райони Юзівки, Макіївки, Хандженкове, Моспине та Іловайська. Запеклий бій відбувся на Прохорівській рудні розташованій між Юзівкою й Макіївкою. 
Отримавши підкріплення донці вступили в бій з рудничними червоногвардійцями. Зазнавши важких втрат 27 грудня червоногвардійці залишили частину Юзівського й Макіївського району та відступили до Микитівки. Несприятлива обстановка склалася й під Луганськом. У ніч на 28 грудня козаки почали наступ в районі Родакове-Дебальцеве й захопили станцію Дебальцеве. 
З середини грудня запеклі бої відбувалися між червоногвардійцями Ясинівської комуни і донцями, що остаточно захопили Ясинівку 31 грудня 1917 року.
В кінці грудня з зайнятого більшовиками Харкова на Донбас було відправлено 2 тисячі гвинтівок і 4 кулемети для рудничних загонів. В цей же час у Микитівку для зв'язку з Харківським штабом прибув матрос Григор'єв. 28 грудня Антонов-Овсієнко отримав телеграму з Микитівки від представника гірничих районів Гридніва, що вимагав зброї для рудничних партизан. Проте озброїти рудничних партизан не було можливості. З півночі Донбас був відрізаний від більшовицько-московських частин армією УНР, - по лінії залізниці на Ізюм стояв 5-й запасний кавалерійський полк УНР чисельністю 2000 чоловік, у Слов'янську стояло 200 гайдамаків УНР. У Бахмуті також були частини Армії УНР. Станція Лозова була зайнята гайдамаками чисельністю 1500 чоловік. З середини грудня більшовики намагалися пробитися через Лозову на Донбас, проте зустріли відсіч гайдамаків та відступили.
4 січня 1918 частини московських більшовиків на чолі з Сіверсом з'єдналися з рудничними червоногвардійцями в Микитівці. На допомогу рудниковим повстанцям прийшли 20 000 добровольців з Тули, Костроми, Рязані, Ярославля, Білгорода, Брянська та інших міст Росії.

## Донбасько-Донська операція
6 (19) грудня 1917 Раднарком РРФСР утворив Південний революційний фронт боротьби з контрреволюцією. Головнокомандувачем військами фронту був призначений більшовик В. А. Антонов-Овсієнко. У його безпосередньому підпорядкуванні знаходився Революційний польовий штаб.
8 (21) грудня 1917 був утворений Польовий штаб, який очолив лівий есер підполковник М. А. Муравйов.
План дій полягав у наступному:
1. спираючись на революційних чорноморських матросів, провести організацію Червоної гвардії в Донецькому басейні;
2. з півночі і з червоної революційної Ставки (колишня Ставка Верховного Головнокомандувача) висунути збірні загони, попередньо зосередивши їх у вихідних пунктах: Гомелі, Брянську, Харкові та Вороніжі;
3. висунути частини революційного 2-го гвардійського корпусу з району Жмеринка — Бар, де він дислокувався, на схід для зосередження на Донбасі спираючись на революційних чорноморських матросів, провести організацію Червоної гвардії у Донецькому басейні;
4. [7].

На початку грудня 1917 червоні загони зосередилися в намічених районах. Їх загальна первісна чисельність не перевищувала 6-7 тисяч багнетів і шабель, 30-40 знарядів і декількох десятків кулеметів. До їх складу входили різнорідні частини старої армії, загони моряків, Червоної гвардії та інших. При русі на південь до них стали приєднуватися червоногвардійці різних міст (всього до 4 тисяч чоловік) і солдати більшовицькі налаштованого 45-го піхотного запасного полку (до 3 тисяч чоловік).
8 (21) грудня до Харкова прибули ешелони з червоними загонами під командуванням Р. Ф. Сіверса і матроса Н. А. Ховрина — 1600 чоловік при 6 гарматах і 3 броньовиках, а з 11 (24) грудня по 16 (29) грудня — ще до п'яти тисяч солдатів з Петрограда, Москви, Твері на чолі з командувачем Антоновим-Овсієнко і його заступником, начальником штабу підполковником М. А. Муравйовим. Крім того, в самому Харкові вже перебували три тисячі червоногвардійців і пробільшовицьки налаштованих солдатів старої армії.
У ніч на 10 (23) грудня в Харкові були роззброєні українізовані частини. 11-12 (24-25) грудня в місті відбувся 1-й Всеукраїнський з'їзд Рад, який проголосив УНР республікою рад.
Після з'їзду Антонов-Овсієнко передав командування військами фронту в Україні начальнику штабу фронту Муравйову, а сам очолив боротьбу проти каледінців.
Конфронтуючі радянським військам головні сили Каледіна зосередилися в районі Кам'янська — Глибоке — Міллерово — Відважна. У Ростові-на-Дону та в Новочеркаську формувалася Добровольча армія. Крім того, окремі білі партизанські загони і кілька регулярних козацьких частин займали Горлівсько-Макіївський район, витіснивши звідти червоногвардійські частини.
Радянське командування прийняло наступний план дій:
1. Закінчити всі залізничні шляхи сполучення між Україною та Доном;
2. Відкрити повідомлення з Донбасом в обхід Північно-Донецької залізниці, діючи через Лозову-Слов'янськ;
3. Встановити зв'язок між Харковом і Воронежем через Куп'янськ-Ліски;
4. Налагодити зв'язок з Північним Кавказом, куди підтягувалася з Кавказького фронту пробільшовицькі налаштована 39-а піхотна дивізія.

В цілому план передбачав утворення заслону в бік України і зосередження всіх зусиль проти Дону.
17 (30) грудня 1917 загоном Єгорова була зайнята станція Лозова, а потім — місто Павлоград. У Лозовій відбувся бій за станцію Лозова, в Павлодарі — здалися без бою. 4 січня 1918 йшла від Харкова колона Сіверса і з'єдналася з червоногвардійцями донецьких копалень.
До 7 січня 1918 радянські війська, забезпечують себе із заходу заслоном на фронті Ворожба-Люботин-Павлоград-Синельникове, головними силами зайняли Донецький басейн. З боку Вороніжа на Міллерово-Новочеркаськ наступала сформована у Вороніжі колона Петрова. Її головні частини досягли станції Чертково. 8 січня Антонов-Овсієнко вирішив ліквідувати сили Каледіна ударом своїх головних сил з боку Донбасу, для чого колона Сабліна повинна була від Луганська розвивати наступ на станцію Лиха, а колона Сіверса, забезпечуючи її з півдня, рухатися на станцію Звірево, колона Петрова мала наступати на Міллерово з півночі.
Через те, що колона Сіверса захопилася рухом на південь, вона в підсумку зупинилася біля станції Іловайська, де два полки відмовилися коритися і були роззброєні; загони Сабліна виявилися слабкі для наступу. Це дозволило козакам завдати контрудару на Дебальцеве і затримати наступ радянських військ. Тим часом колона Петрова зав'язала переговори з козаками Черткова.
Наприкінці січня в селі Кам'янське утворився військово-революційний комітет і сформувався Північний козацький загін (командир — Голубєв), що приєднався до радянських військ. З допомогою перейшовших на його бік деяких частин Каледіна загін захопив станції Лиха та Звєрєво. Ревком спробував почати переговори з Каледіним, але вони закінчилися безрезультатно. Зважаючи на розкладання козацьких частин на воронезькому і харківському напрямах Каледін був змушений замінити їх частинами Добровольчої армії, які на деякий час затримали наступ радянських військ.
3 лютого загін Сіверса, будучи посилений прибулими з центру революційними загонами і потужним бронепоїздом з морськими знаряддями, відновив наступ. Долаючи опір корніловців, 8 лютого Сіверс встановив зв'язок з революційним Таганрогом, де робітники Балтійського заводу підняли повстання, захопили місто і примусили білогвардійський гарнізон з великими втратами відійти на Ростов.
Тим часом загін Чернецова завдав удару по колоні Сабліна у Лихий і відкинули її у вихідне положення до станції Ізворіно, після чого відновили переслідування сил Донського ревкому. Відступаючи, революційні донські козаки біля станції Глибока з'єдналися з підійшовшою від Воронежа колоною Петрова. Білі козаки спочатку оволоділи станцією, але потім були розбиті з'єднаними силами червоних і розвіялися. Саблін, посилений підійшовшим до нього загоном чорноморських моряків і загонами Кудинського в свою чергу перейшов у наступ, і 8 лютого знову зайняв станції Звєрєво і лиху.
До 10 лютого опір добровольчих частин і дрібних каледінських загонів було остаточно зламано, але просуванню радянських військ перешкоджали псування залізничних шляхів і побоювання за свій тил. 16 лютого колона Сабліна підійшла до околиць Новочеркаська. Отаман Каледін з огляду на повну деморалізацію своїх сподвижників покінчив життя самогубством.
На Таганрозькому напрямку добровольці затримали просування загону Сіверса, але 13 лютого Сіверс все одно підійшов до Ростова; в той же час частини 39-ї піхотної дивізії зайняли Батайськ. Ростов був зайнятий Сіверсом тільки 23 лютого, а Новочеркаськ — 25 лютого загоном Сабліна спільно з козацькою бригадою донського ревкому. Частини Добровольчої армії відійшли до Катеринодару та на Кубань.

## Підсумки і наслідки
Близькість радянських військ до України дало поштовх виступу сил, ворожих Центральній раді, влада якої була повалена в багатьох промислових і портових центрах України.